# Ion Butmalai
Ion Butmalai (n. 9 octombrie 1964, Tigheci, Leova - d. 9 decembrie 2014, Cahul) a fost un politician din Republica Moldova, deputat în Parlamentul Republicii Moldova din 2009 până în 2014, membru al fracțiunii parlamentare a Partidului Liberal Democrat din Moldova.

## Biografie
Ion Butmalai s-a născut pe 9 octombrie 1964, în satul Tigheci, raionul Leova, RSS Moldovenească, Uniunea Sovietică. În 1982–1984 a satisfăcut serviciul militar în termen în cadrul trupelor de grăniceri. În 1984–1985 a fost polițist-șofer la Comisariatul de Poliție din Leova. Între 1985–1987 a studiat la Școala medie specială a MAI al URSS din orașul Oriol, RSFS Rusă, URSS, la specialitatea – JURIST, specializarea – Practica Administrativă a Poliției Auto de Stat.
Din 1991 până în 1996 a studiat la Academia de Poliție „Ștefan cel Mare” a MAI, din orașul Chișinău, Republica Moldova, specialitatea – JURIST, specializarea – Practica și Serviciul de Administrare în OAI, Masterat – drept penal.
Între anii 1987-2007, Ion Butmalai a activat la OAI, MAI în calitate de Inspector, apoi Inspector superior a Inspectoratului Auto de Stat, Inspector superior și Șef al Secției examinare și evidență transport Cahul a Ministerului Dezvoltării informaționale, Inspector superior în cadrul Direcției Generale înmatriculare transport și examinarea conducătorilor auto, Șeful poliției municipale a Comisariatului raional de poliție Cahul MAI.
În 1992, prin decretul președintelui de atunci Mircea Snegur, a fost decorat cu „Medalia Meritul Militar”.
Între 2007 și 2008 a fost vicepreședinte al raionului Cahul.
Din 2008 până în 2014 a fost membru al Consiliului Politic Național al Partidului Liberal Democrat din Moldova. Din 2009 până în 2014 a fost deputat în Parlamentul Republicii Moldova de legislatura a XVIII-a și a XIX-a, Secretar Comisia Parlamentară Securitate Națională Apărare și Ordine Publică.
După ce a fost deputat în fracțiunea PLDM între 2009 și 2014, membru constant al coalițiilor de guvernare pro-europene din Republica Moldova, pentru alegerile parlamentare din 30 noiembrie 2014 din Republica Moldova Ion Butmalai nu a fost inclus pe lista electorală a candidaților în deputați a PLDM. Atunci, pe 9 octombrie 2014, Ion Butmalai a declarat că a fost exclus de pe lista PLDM la comanda lui Vlad Plahotniuc.
Pe 9 decembrie 2014, în jurul orei 12:00, Ion Butmalai a fost găsit de către soția sa împușcat mortal, în piept, din propria armă deținută legal, în garajul domiciliului său din Cahul. Se cunoaște că ar fi lăsat în urmă un bilet de adio datat din 9 decembrie 2014, ora 8:50, în care îi învinuiește în moartea sa pe Vlad Filat (președintele PLDM), Vlad Plahotniuc (prim-vicepreședintele PDM), Valeriu Streleț (prim-vicepreședinte PLDM), Liliana Palihovici (vicepreședinte PLDM), Vadim Pistrinciuc (vicepreședinte PLDM), Victor Roșca (secretar general al PLDM). A fost înmormântat cu onoruri militare pe 11 decembrie.
Ion Butmalai era căsătorit și avea doi băieți de 24 și 16 ani.